# Ina Regen
Ina Regen, nom de scène de Regina Mallinger (née le 29 septembre 1984 à Grieskirchen) est une chanteuse autrichienne.

## Biographie
Regina Mallinger grandit à Gallspach. Après la maturité, elle étudie le chant du jazz et de la pop à l'université privée Anton Bruckner jusqu'au diplôme en 2008. Elle reçoit d'autres cours de formation vocale pop et musicale auprès de Sascha Wienhausen et d'acteur auprès de Kristian Nekrasov. À partir de 2009, elle enseigne à l'Oberösterreichischen Landesmusikschulwerk, à partir de 2012 le chant à l'école de musique de Vöcklabruck. D'un autre côté, elle commence en 2003 des études d'économie sociale à l'université de Linz.
De 2008 à 2013, elle est la compositrice et chanteuse principale du groupe Beatcollective. En tant qu'interprète musicale, on la voit dans la première mondiale d’Egon Schiele – Das Musical dans le rôle d'Edith Schiele au Raimundspiele Gutenstein en 2011, et en 2012 au Künstlerhaus Wien dans Gustav Klimt dans le rôle de Helene Flöge. À l'été 2016, elle joue le rôle de Morgane dans la première autrichienne de la comédie musicale Artus-Excalibur sur la Felsenbühne Staatz et l'année suivante Marie de Magdala dans Jesus Christ Superstar. Elle est choriste et seconde Marianne Mendt, Norbert Schneider, Folkshilfe, Lylit, The Makemakes ou l'orchestre de Dancing Stars.
En tant que compositrice, elle écrit d'abord en anglais, puis en allemand. Avec la ballade Wie a Kind, chantée en dialecte et composée par elle avec Florian Cojocaru, elle entre dans le classement des singles autrichiens sous le nom de scène d'Ina Regen en décembre 2017. Dans le cadre de l'émission de l'ORF, Österreich rockt den Song Contest, décision préliminaire autrichienne pour le concours Eurovision de la chanson 2012, elle rencontre Conchita Wurst dont elle est la choriste. Ensemble, elles publient une reprise de Heast as net de Hubert von Goisern en décembre 2017.
En 2018, elle sort le single Paris et fait ses débuts au Donauinselfest sur la grande scène du festival, où elle présente d'autres morceaux de son premier album Klee en plus de Wie a Kind et Paris. L'album paraît le 2 novembre 2018 et est numéro un des ventes en Autriche. En décembre 2018, elle chante Heast as net en duo avec Helene Fischer dans son émission.
Elle chante avec André Heller la chanson Woas ned so pour son album Spätes Leuchten en 2019 et avec Josh. la chanson Weil ich’s nicht weiß. En mars 2020, elle sort le single Leuchten qui annonce son deuxième album studio Rot comme un deuxième single Fenster en février 2021. Rot paraît le 12 mars 2021 et à nouveau numéro un des ventes en Autriche.
Elle est l'un des cinq membres du jury pour sélectionner le représentant de l'Autriche au Concours Eurovision de la chanson 2018. Avec Tim Bendzko et Fiva, elle est du jury du télé-crochet Starmania 21 puis aussi de The Masked Singer Austria.